# Franco Aloisi
Franco Aloisi (Genova, 16 novembre 1934) è un fumettista e doppiatore italiano.

## Biografia
Nacque da padre siciliano e madre genovese; il padre era appassionato di disegno. Insieme a Guido Scala e Carlo Chendi entrò nell'orbita della Scuola di Rapallo di Luciano Bottaro, con l'idea di utilizzare un vecchio casolare di costui, situato all'epoca poco fuori dalla cittadina, come centro per la produzione di un lungometraggio animato sul modello ispirato da Walt Disney e dal suo primo studio, nel garage dello zio Robert nel sobborgo di Burbank a Los Angeles; garage da cui ebbe poi inizio tutta la produzione della Disney.
Dopo l'esperienza della scuola di Rapallo, interpretata in maniera del tutto personale (egli fu sempre disegnatore e autore dei suoi testi), si trasferì a Genova verso l'inizio del 1951, dove cominciò la sua collaborazione con le edizioni Alpe di Milano, per le quali creò personaggi come Le scimmiette Trik e Trak, il gorilla Napoleon, e Robot Man. Seguirono Re Pistacchio, pubblicato anche in Francia dall'editore Victor Broussard come Roy Pistache, Pietro e Genio, L'incredibile Ernesto, Nicolino e Carmelino. Comune denominatore di tutti questi personaggi è la vena ironica e surreale, che sarà sempre un tratto distintivo di tutta la produzione di Aloisi, anche negli anni successivi.
Nel 1963 Franco Aloisi lasciò Genova per Roma e partecipò alla trasmissione televisiva Gran Premio nella squadra della Liguria. Nel 1965 iniziò a collaborare come attore con la Rai, in trasmissioni radiofoniche e poi televisive, soprattutto le serie dirette da Anton Giulio Majano (La donna di fiori) e Mario Landi. Fu scritturato anche per alcune produzioni cinematografiche come Bronte: cronaca di un massacro che i libri di storia non hanno raccontato di Florestano Vancini (1972) e Sogni proibiti di Don Galeazzo curato di campagna (1973), del quale fu l'attore protagonista. Sempre allo stesso periodo risale gran parte della sua esperienza nel mondo del doppiaggio; fu tra l'altro voce di un giovanissimo Kurt Russell nel film Il computer con le scarpe da tennis (1970).
Nel 1976 decise di ritornare al mondo dell'illustrazione e delle arti figurative (salvo nuovi impegni nel doppiaggio) e aprì uno studio in Toscana, dedicandosi a un'arte che a detta della critica è stata definita onirico - iperealista, con la produzione di olii su tela, serigrafie e sculture.

## Doppiaggio

### Cinema
- Kurt Russell ne Il computer con le scarpe da tennis
- Diego Abatantuono in Liberi armati pericolosi
- Barone Ashura (metà maschile) in Mazinga contro gli UFO Robot
- Benkei Kuruma ne Gli UFO Robot contro gli invasori spaziali

### Serie TV
- James Coleman in S.W.A.T.

### Serie animate
- Koji Kabuto e Principe Kerubinus ne Il Grande Mazinger
- Direttore Tahira e Uomo gas in Tekkaman
- Sameru in Kyashan
- Dr. Tomioka  in Rocky Joe